# Psammoduon canosum
Psammoduon canosum är en spindelart som först beskrevs av Simon 1910.  Psammoduon canosum ingår i släktet Psammoduon och familjen Zodariidae. Inga underarter finns listade i Catalogue of Life.